# Chevelure de Bérénice
Coma Berenices
La Chevelure de Bérénice est un astérisme du ciel boréal qui a été défini comme l'une des 88 constellations modernes. Elle est localisée entre le Lion à l'ouest et le Bouvier à l'est, et est visible des deux hémisphères. Son nom fait référence à la reine Bérénice II, qui sacrifia sa longue chevelure pour en faire une offrande votive à Aphrodite. Elle aurait été introduite dans l'astronomie occidentale durant le troisième siècle av. J.-C. par Conon de Samos, bien qu'elle ne soit pas visible sur l'Atlas Farnèse. Elle est décrite comme une constellation à partir du XVIe siècle par Gérard Mercator puis par Tycho Brahe notamment. La Chevelure de Bérénice est l'une des deux seules des constellations modernes, avec l'Écu de Sobieski, à être nommée d'après un personnage historique.
Les principales étoiles de cette faible constellation sont α Comae Berenices, β Comae Berenices et γ Comae Berenices. Elles forment un triangle rectangle, duquel les tresses imaginaires de Bérénice, formées par l'amas d'étoiles de la Chevelure de Bérénice, pendent. L'étoile la plus brillante de la constellation est β Comae Berenices, une étoile de la séquence principale similaire au Soleil de magnitude apparente 4,2. La Chevelure de Bérénice abrite le pôle nord galactique et l'un des amas de galaxies les plus riches connus, l'amas de la Chevelure de Bérénice, lui-même contenu au sein du superamas de la Chevelure de Bérénice. La galaxie Malin 1, située dans la constellation, est la première galaxie à faible brillance de surface géante connue. La supernova SN 2005ap, découverte dans la Chevelure de Bérénice, est la seconde plus brillante jamais observée, et SN 1940B fut le premier exemple de supernova de type II observé. L'étoile FK Comae Berenices est le prototype d'une classe éponyme d'étoiles variables. La constellation abrite le radiant d'une pluie de météores, les Coma bérénicides, dont les météores ont une vitesse parmi les plus rapides, jusqu'à 65 km/s.

## Histoire

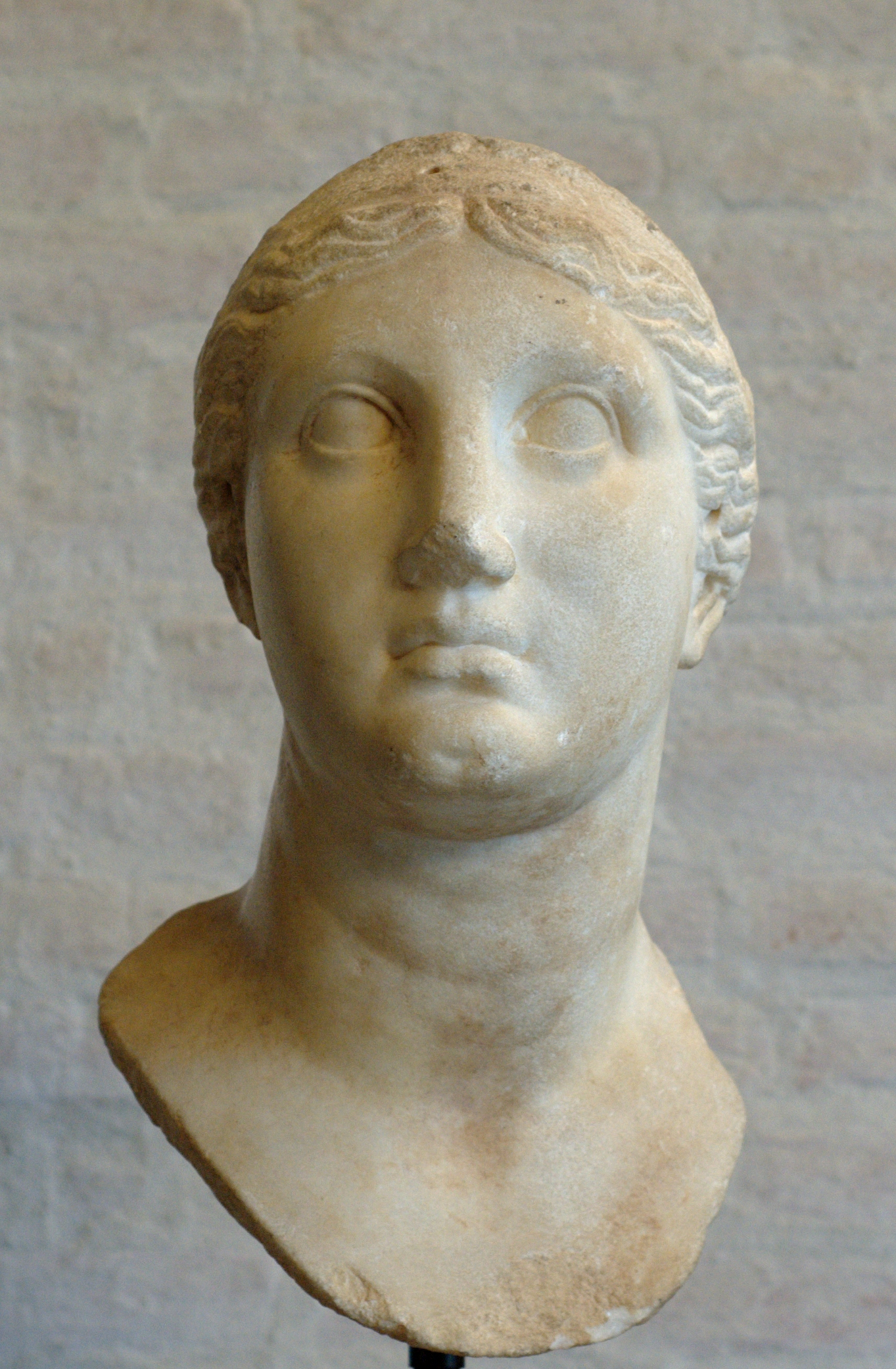
Buste de Bérénice II.

À l'origine, la Chevelure de Bérénice n'était qu'un astérisme. Elle fut reconnue en tant que tel depuis l'époque hellénistique (ou bien plus tôt, selon certains auteurs), et c'est l'une des seules des 88 constellations modernes nommée d'après une figure historique avec l'Écu de Sobieski. Elle a été introduite dans l'astronomie occidentale durant le troisième siècle av. J.-C. par Conon de Samos, l'astronome de la cour du roi égyptien Ptolémée III Evergète Ier (règne de 246 à 222 av. J.-C.), afin d'honorer son épouse, Bérénice II. Bérénice fit la promesse de sacrifier sa longue chevelure sous la forme d'une offrande votive afin que Ptolémée rentre sain et sauf de la Troisième guerre de Syrie,. Les savants modernes ne sont pas certains si Bérénice fit le sacrifice avant ou après le retour de Ptolémée ; il a été suggéré qu'elle le fit après le retour de Ptolémée (vers mars–juin ou mai 245 av. J.-C.), quand Conon présenta l'astérisme conjointement avec le savant et poète Callimaque de Cyrène durant une soirée publique. Dans le poème de Callimaque, Aetia (composé autour cette période), Bérénice dédia ses tresses « à tous les dieux ». Dans la transcription latine du poème par le poète Catulle et dans le Poeticon astronomicon de Hygin, elle dédia ses tresses à Aphrodite et les plaça dans le temple d'Arsinoé II (identifiée après la mort de Bérénice à Aphrodite) à Zephyrium. Selon le Poeticon astronomicon, le matin qui suivit, les tresses avaient mystérieusement disparu. Conon proposa qu'Aphrodite les avait en fait placées dans le ciel, comme une reconnaissance du sacrifice de Bérénice.
Callimaque appela l'astérisme plokamos Berenikēs ou bostrukhon Berenikēs en grec, traduit ensuite en latin Coma Berenices par Catulle. Ératosthène (IIIe siècle) l'appela « la Chevelure de Bérénice » et « la chevelure d'Ariane », considérant qu'elle fait partie de la constellation du Lion. Hipparque et Geminos, eux, la reconnurent comme une constellation distincte mais l'astronome Claude Ptolémée ne l’inclut pas parmi les quarante-huit constellations de son Almageste ; il la considérait comme une partie du Lion et l'appela Plokamos.
Cette légende est anachronique[réf. nécessaire], puisque sur l'Atlas Farnèse qui sert de référence astronomique, nulle trace de la Chevelure de Bérénice tout comme d'autres constellations comme les Ourses ou le Dragon.

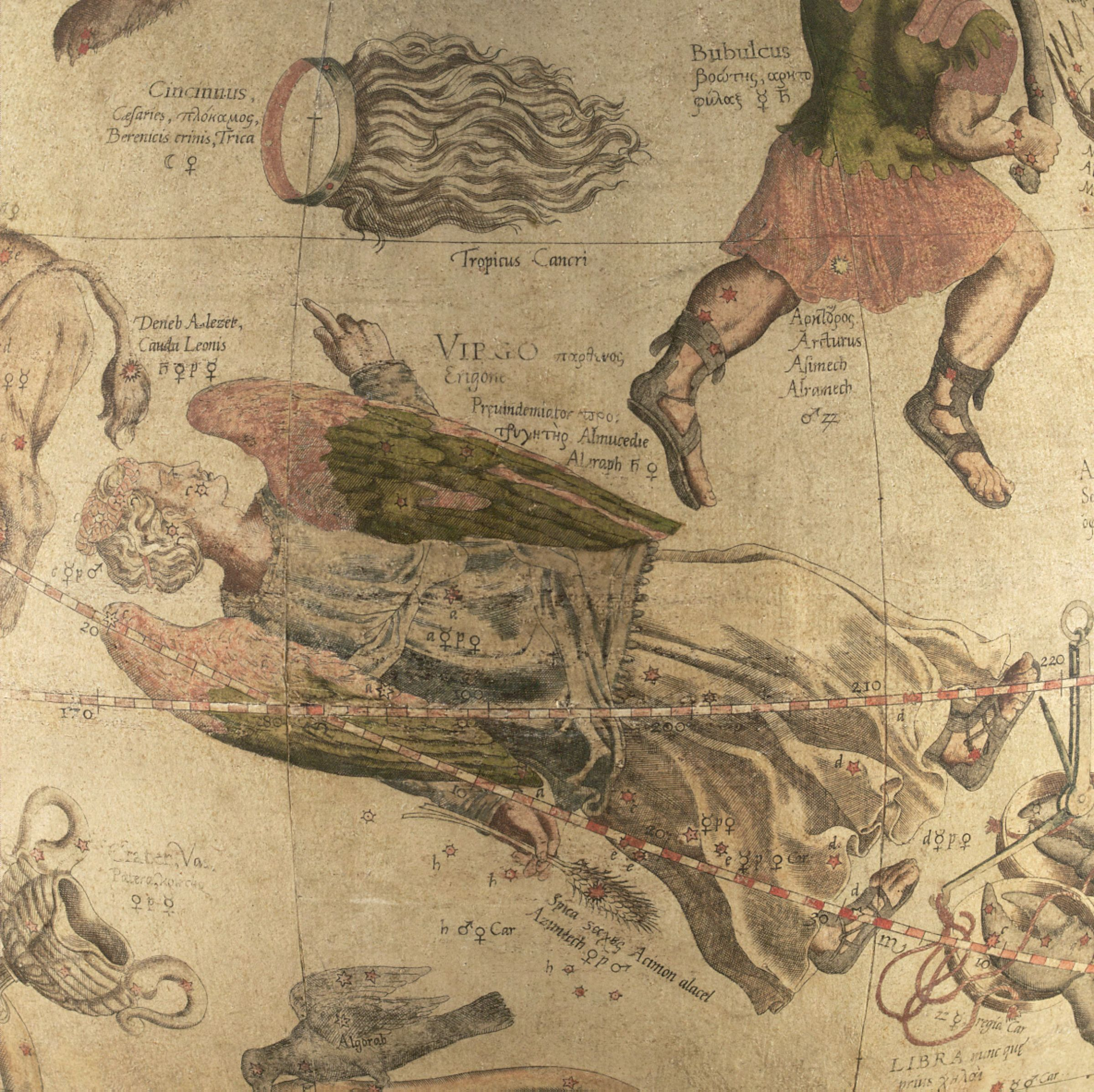
La Chevelure de Bérénice sur le globe céleste de 1551 de Mercator, en haut à gauche.

La Chevelure de Bérénice gagna en popularité durant le XVIe siècle. En 1515, Johann Schöner désigna l'astérisme Trica, « la chevelure », sur l'une de ses cartes célestes. En 1536 elle apparut sur un globe céleste de Caspar Vopel (en), que l'on crédite  également de la désignation de l'astérisme en tant que constellation. La même année, elle apparut également sur une carte céleste de Petrus Apianus en tant que « Crines Berenices ». La Chevelure de Bérénice est présente sur un globe céleste de Gérard Mercator de 1551 avec cinq noms latins et grecs : Cincinnus, caesaries, πλόκαμος, Berenicis crinis et Trica. La réputation de Mercator en tant que cartographe assura l'inclusion de la constellation sur les globes célestes néerlandais à partir de 1589.
Tycho Brahe, à qui l'on attribue également d'avoir désigné la Chevelure comme une constellation, l'inclut dans son catalogue d'étoiles de 1602. Brahe enregistra quatorze étoiles dans la constellation ; Johannes Hevelius accrut ce nombre à vingt-et-un, et John Flamsteed à quarante-trois. La Chevelure de Bérénice apparut également dans l’Uranometria de Johann Bayer publié en 1603 sur la carte consacrée à la constellation du Bouvier, mais elle figure comme une gerbe de blé ; le nom de Coma Berenices est cependant mentionné dans le texte. Quelques cartes célestes du XVIIe siècle lui emboîtèrent le pas. La Chevelure de Bérénice et la désormais osbolète Antinoüs sont considérées comme les premières constellations postérieures à Ptolémée représentées sur un globe céleste. Avec Antinoüs, la Chevelure de Bérénice illustra une tendance en astronomie où les cartographes et les fabricants de globes continuaient à se baser sur les données des Anciens. Cette tendance prit fin au tournant du XVIIe siècle avec les observations de l'hémisphère céleste austral et le travail de Tycho Brahe.

### Astronomie non-occidentale
La Chevelure de Bérénice était connue des Akkadiens en tant que Ḫegala. En astronomie babylonienne, une étoile, connue comme ḪÉ.GÁL-a-a (et traduit comme « qui est devant elle ») ou MÚL.ḪÉ.GÁL-a-a, a été proposée comme étant une partie de la Chevelure de Bérénice actuelle. Il a également été proposé que la Chevelure de Bérénice apparaisse dans les horloges stellaires ramessides égyptiennes en tant que sb3w ꜥš3w, signifiant « beaucoup d'étoiles », en référence à son amas d'étoiles.
En astronomie arabe, la Chevelure de Bérénice était connue sous Al-Dafira et Al-Hulba (traduction du Ptoléméen Plokamos), formant la touffe de la queue du Lion et incluant la plupart des étoiles portant une désignation de Flamsteed (particulièrement 12, 13, 14, 16, 17, 18 et 21 Comae Berenices). Ulugh Beg, cependant, voyait Al-Dafira comme deux étoiles, 7 et 23 Comae Berenices.
En astronomie chinoise, les étoiles formant la Chevelure de Bérénice faisaient partie de deux provinces : l'enceinte du Palais Suprême (en) et le dragon azur de l'est. Dix-huit des étoiles de la constellation faisaient partie d'un astérisme connu en tant que Lang wei (siège du général), constituant de l'enceinte du Palais Suprême. Les Chinois donnèrent un nom propre à diverses étoiles de la constellation.
Les Pawnees d'Amérique du Nord décrivaient la Chevelure de Bérénice comme dix étoiles faibles sur une peau de wapiti tannée datée au moins du XVIIe siècle. Dans la mythologie des Kali'na d'Amérique du Sud, la constellation était connue comme l’ombatapo (le visage).
La constellation a également été reconnue par diverses populations polynésiennes. Le peuples des Tonga avait quatre noms pour désigner la Chevelure de Bérénice : Fatana-lua, Fata-olunga, Fata-lalo et Kapakau-o-Tafahi. Les aborigènes Wergaia (en) appelaient la constellation Tourt-chinboiong-gherra, et la voyaient comme une petite volée d'oiseaux buvant l'eau de pluie contenue dans une flaque d'eau située dans la fourche d'un arbre. Les habitants de l'atoll de Pukapuka l'auraient appelée Te Yiku-o-te-kiole, même si parfois ce nom est aussi associé à la Grande Ourse.

## Caractéristiques
La Chevelure de Bérénice partage une frontière avec le Bouvier à l'est, les Chiens de chasse au nord, le Lion à l'ouest et la Vierge au sud. Couvrant 386,5 deg2, soit 0,937 % du ciel, cela la classe comme la 42e des 88 constellations modernes en termes de taille. Les trois lettres de son abréviation adoptées par l'Union astronomique internationale en 1922, sont Com, et dérivent de son nom latin, Coma Berenices. Les frontières officielles de la constellation, telles que délimitées par l'astronome belge Eugène Delporte en 1930 dessinent un polygone de douze segments (illustré dans l'infobox). Dans le système de coordonnées équatoriales, les coordonnées d'ascension droite de ses frontières se trouvent entre 11h 58m 25.09s et 13h 36m 06.94s, et leurs coordonnées de déclinaison entre +13.30° et +33.31°.

## Observation des étoiles

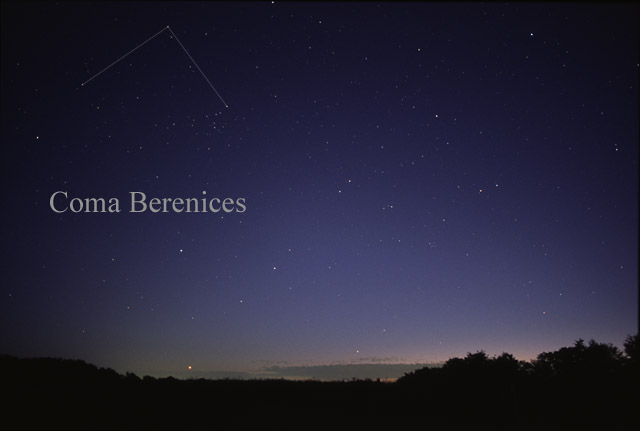
Constellation de la Chevelure de Bérénice.

La Chevelure de Bérénice ne compte aucune étoile particulièrement lumineuse. Elle est localisée dans la direction du pôle nord galactique, situé à 0,5° au sud de l'étoile 31 Comae Berenices, ce qui explique le petit nombre d'étoiles et d'amas stellaires. En fait, c'est avec un instrument qu'elle devient intéressante pour l'observation. Des jumelles à grand champ permettent de détailler l'amas stellaire de la Chevelure, visible en entier dans cet instrument et un télescope révèle les nombreuses galaxies lointaines visibles dans cette direction du pôle nord galactique.
La Chevelure de Bérénice est entièrement visible dans les régions situées au nord de 56°S et la constellation culmine à minuit (en heure solaire) le 2 avril.

### Localisation de la constellation

Visibilité nocturne de la constellation.

Les trois étoiles principales de la constellation sont faibles (mag 4,5) et la « chevelure » n'est visible sous forme d'une poussière d'étoiles que par de très bonnes conditions de luminosité (mag 5 à 6).
La constellation est située au sud du manche de la « Grande Casserole » que forme la Grande Ourse. Partant du manche, on trouve ~15° au sud les deux étoiles brillantes qui forment les Chiens de chasse, et encore ~15° dans la même direction l'amas stellaire.
Quand on a déjà repéré dans cette zone la forme de la Grande Ourse et Arcturus du Bouvier, le repérage de la zone est assez facile : le gros de l'amas stellaire est à mi-distance entre Arcturus et les deux étoiles qui marquent la patte avant de la Grande Ourse. Une autre méthode est de partir de la constellation du Lion : l'amas stellaire de la Chevelure se situe au nord-est de la brillante Denebola (β Leonis) ; la Chevelure de Bérénice semble poursuivre le Lion dans sa course à travers le ciel.

## Étoiles

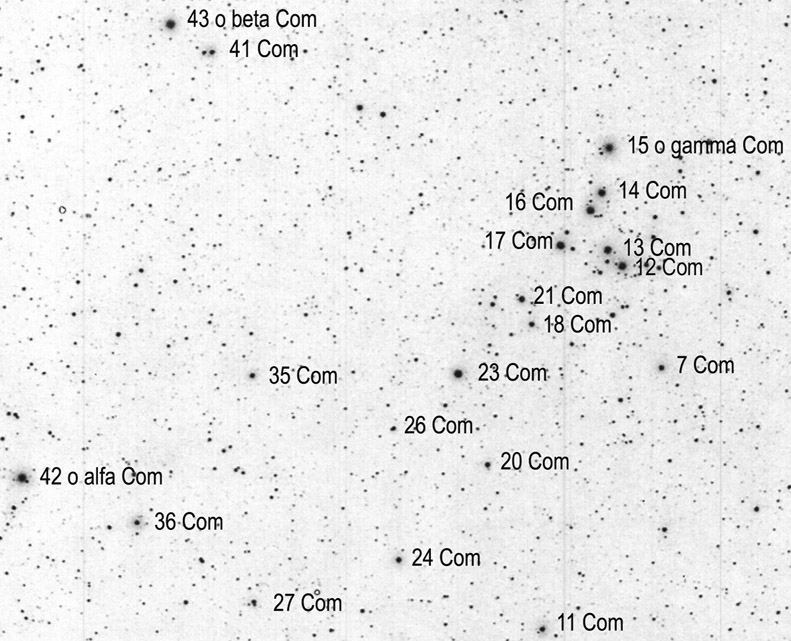
Les principales étoiles de la Chevelure de Bérénice.

La Chevelure de Bérénice n'est pas particulièrement lumineuse, puisque aucune de ses étoiles ne dépasse la quatrième magnitude. On dénombre cependant soixante-six étoiles dont la magnitude apparente est inférieure ou égale à 6,5 dans la constellation,. Ses trois étoiles les plus brillantes, toutes de quatrième magnitude, se sont vu attribuer les lettres grecques Alpha, Beta, et Gamma par Francis Baily en 1845 dans son Catalogue of 8377 Stars. 

### Étoiles principales
L'étoile la plus lumineuse de la constellation est β Comae Berenices (43 Comae Berenices dans la désignation de Flamsteed, et parfois appelée Al-Dafira), de magnitude 4,2 et de mouvement propre élevé. Localisée dans le nord-est de la Chevelure de Bérénice, elle est située à 29,95 ± 0,10 a.l. (∼ 9,18 pc) de la Terre. Étoile analogue au Soleil, c'est une étoile jaune-blanc de la séquence principale de type spectral G0V, à la frontière entre les étoiles de type F et les étoiles de type G. β Comae Berenices est environ 36 % plus lumineuse et 15 % plus massive que le Soleil, et son rayon est 10 % plus large que celui du Soleil.
La deuxième étoile la plus lumineuse de la constellation est l'étoile bleutée de magnitude 4,3 α Comae Berenices (42 Comae Berenices), qui porte également le nom propre de Diadème, car elle représente la gemme de la couronne portée par Bérénice. Elle est localisée dans la partie sud-est de la constellation. Malgré sa désignation de Bayer Alpha, l'étoile est légèrement plus faible que β Comae Berenices. C'est une étoile binaire, dont les composantes sont de type spectral F5V et F6V. Elles orbitent à une faible distance l'une de l'autre, celle-ci étant en effet comprise entre six ua au périhélie et dix-neuf ua à l'aphélie. Le système est distant de 58,1 ± 0,9 a.l. (∼ 17,8 pc) de la Terre.
γ Comae Berenices (15 Comae Berenices) est une étoile géante de teinte orangée de magnitude 4,4 et de type spectral K1III. Localisée dans le nord-ouest de la constellation, elle est distante de 169 ± 2 a.l. (∼ 51,8 pc) de la Terre. D'une masse estimée à 165 % celle du Soleil, elle s'est étendue jusqu'à douze fois son rayon. Elle apparaît comme l'étoile la plus brillante de l'amas d'étoiles de la Chevelure de Bérénice, bien qu'elle n'en fasse physiquement pas partie, puisqu'elle est plus proche de nous d'environ cent années-lumière que ne l'est l'amas. Avec α Comae Berenices et β Comae Berenices, γ Comae Berenices forme une triangle rectangle isocèle, duquel les tresses imaginaires de Bérénice pendent.

### Étoiles binaires et multiples
Les systèmes stellaires de la Chevelure de Bérénice comprennent des étoiles binaires, doubles et triples. L'amas Melotte 111 contient au moins huit binaires spectroscopiques, dont 12 Comae Berenices, où le compagnon orbite autour de l'étoile principale avec une période de 396,5 jours et avec une excentricité de 0,566. Le système est distant de 276 ± 5 a.l. (∼ 84,6 pc). La constellation contient également sept binaires à éclipses : CC, DD, EK, RW, RZ, SS et UX Comae Berenices.
Il y a plus de trente étoiles doubles dans la Chevelure de Bérénice, dont 24 Comae Berenices, une double dont les composantes ont des couleurs contrastées. Sa composante primaire est une étoile géante de teinte orangée de magnitude 5,0, à 610 années-lumière de la Terre, et sa composante secondaire semble être une étoile blanc-bleue de magnitude 6,6. Il s'agit en réalité d'un système triple ; sa composante secondaire s'est avérée être une binaire spectroscopique, formée par deux étoiles sont de type A similaires. 17 Comae Berenices, KR Comae Berenices et Struve 1639 sont d'autres exemples d'étoiles triples,.

### Étoiles variables
Plus de deux-cents étoiles variables sont connues dans la Chevelure de Bérénice. α Comae Berenices est une possible étoile variable de type Algol. FK Comae Berenices, dont la magnitude varie de 8,14 à 8,33 sur une période de 2,4 jours, est le prototype de la classe des étoiles variables de type FK Comae Berenices et il s'agit de l'étoile où l'on a découvert le phénomène flip-flop. 31 Comae Berenices est un autre exemple de cette classe rare d'étoiles variables. Des variables de type α2 CVn y ont été recensées, comme 13 Comae Berenices et AI Comae Berenices. FS Comae Berenices est une étoile variable semi-régulière, une géante rouge dont la magnitude varie entre 5,3 et 6,1 selon une période d'environ deux mois. R Comae Berenices est une variable de type Mira avec une magnitude, au maximum, de quasiment 7. La constellation comprend 123 RR Lyrae, la plupart étant situées dans l'amas M53. Une de ces étoiles, TU Comae Berenices, pourrait être un système binaire. La galaxie M100 contient environ 20 céphéides, qui ont été observées par le télescope spatial Hubble.

### Supernovae
Plusieurs supernovae ont été découvertes dans la Chevelure de Bérénice. Quatre d'entre-elles, SN 1940B, SN 1969H, SN 1987E et SN 1999gs, ont été observées dans la galaxie NGC 4725 et quatre autres ont été découvertes dans la galaxie M99 (NGC 4254) : SN 1967H, SN 1972Q, SN 1986I et SN 2014L. Quant à la galaxie M100 (NGC 4321), on en a découvert cinq, qui sont SN 1901B, SN 1914A, SN 1959E, SN 1979C et SN 2006X. SN 1940B, découverte le 5 mai 1940, fut la première supernova de type II observée. SN 2005ap, découverte le 3 mars 2005, est à ce jour la seconde supernova la plus lumineuse jamais observée, avec une magnitude absolue maximale d'environ −22,7. En raison de sa grande distance par rapport à la Terre, qui est de 4,7 milliards d'années-lumière, elle ne fut pas visible à l’œil nu et a été découverte à l'aide de télescopes. SN 1979C, découverte en 1979, a conservé sa luminosité dans le domaine des rayons X durant vingt-cinq ans malgré son déclin en lumière visible.

### Étoiles avec exoplanètes
La Chevelure de Bérénice contient sept exoplanètes connues. L'une d'entre-elles, HD 108874 b, possède une insolation similaire à celle de la Terre. WASP-56 est une étoile de type spectral G6 semblable au Soleil et de magnitude apparente 11,48, et on lui a découvert une planète qui fait 0,6 fois la masse de Jupiter et dont la période orbitale est de 4,6 jours.

### Autres étoiles
La Chevelure de Bérénice contient également l'étoile à neutrons RBS 1223 et le pulsar PSR B1237+25. RBS 1223 est membre des Sept Mercenaires, un groupe de jeunes étoiles à neutrons. En 1975, la première source extrasolaire de rayonnement ultraviolet extrême, la naine blanche HZ 43, fut découverte dans la Chevelure de Bérénice. En 1995, il y eut un sursaut très rare de la nova naine de type WZ Sagittae AL Comae Berenices. Un sursaut de GO Comae Berenices, une nova naine de type SU Ursae Majoris, qui s'est produit en juin 2003 a été observé par photométrie.

## Objets du ciel profond
Bien que relativement peu étendue, la Chevelure de Bérénice héberge de nombreux objets du ciel profond, dont un superamas de galaxies, un amas de galaxies, un amas ouvert et trois amas globulaires, et qui incluent huit objets de Messier. Ces objets sont peu obscurcis par la poussière interstellaire qui est en avant-plan car la constellation est localisée dans la direction du pôle nord galactique (PNG), à l'opposé du plan de la Voie lactée où elle est abondante. Le PNG est d'ailleurs situé dans la Chevelure, aux coordonnées d'ascension droite 12h 51m 25s et de déclinaison +27° 07′ 48″ (époque J2000.0). Cela explique pourquoi il y a peu d'amas ouverts (à l'exception de Melotte 111, qui domine la partie au nord de la constellation), et pourquoi les nébuleuses diffuses ou les nébuleuses planétaires sont absentes. 

### Amas stellaires

#### Melotte 111

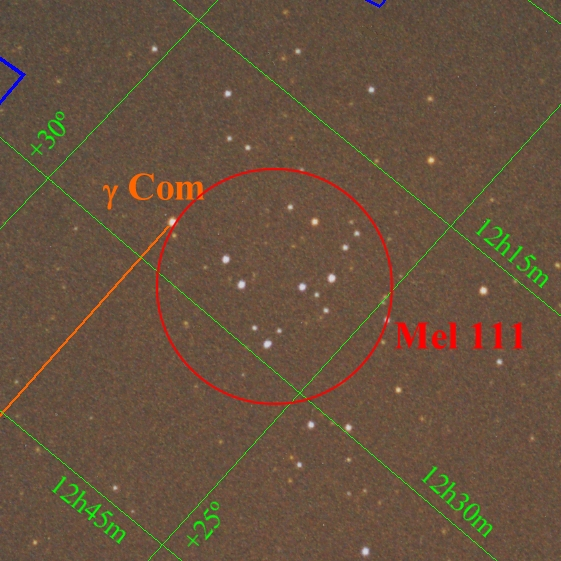
Position de Melotte 111 par rapport à γ Comae Berenices.

L'amas d'étoiles de la Chevelure de Bérénice (ou Melotte 111) est un amas ouvert visible à l’œil nu et donc connu depuis l'Antiquité, apparaissant par exemple dans l’Almageste de Ptolémée. Il représente les tresses que Bérénice a sacrifiées. Il n'a pas d'entrée dans les catalogues de Messier ou du NGC, mais il a été inclus dans le catalogue d'amas ouverts de Melotte, sous la désignation de Melotte 111 et il est également catalogué en tant que Collinder 256. Sa véritable nature d'amas ne fut prouvée qu'en 1938 par R.J. Trumpler.
C'est un amas ouvert large et diffus qui forme un groupe triangulaire d'environ quarante-cinq étoiles comprises entre les magnitudes 5 et 10, incluant de nombreuses étoiles de la constellation visibles à l’œil nu. L'amas s'étend sur une large région, de plus de cinq degrés dans le ciel, près de γ Comae Berenices. Si sa taille apparente est aussi importante c'est parce qu'il est proche de nous, à seulement ∼ 280 a.l. (∼ 85,8 pc) de la Terre,.

#### Amas globulaires
M53 (NGC 5024) est un amas globulaire qui a été découvert indépendamment par Johann Elert Bode en 1775 et Charles Messier en février 1777 ; William Herschel fut le premier à le résoudre en étoiles. Cet amas de magnitude 7,7 est situé à ∼ 56 000 a.l. (∼ 17 200 pc) de la Terre, ce qui en fait un des amas globulaires parmi les plus lointains de nous et du centre galactique. À seulement 1° est localisé NGC 5053, un amas globulaire au centre moins dense et moins brillant. Sa luminosité totale est équivalente à celle d'environ 16 000 Soleils, ce qui en fait l'un des amas globulaires les moins lumineux de la Voie lactée. Il a été découvert par William Herschel en 1784. NGC 4147 est un amas globulaire un peu plus faible que M53, et dont le diamètre apparent est bien plus petit.

### Galaxies

#### Superamas et amas de la Chevelure de Bérénice

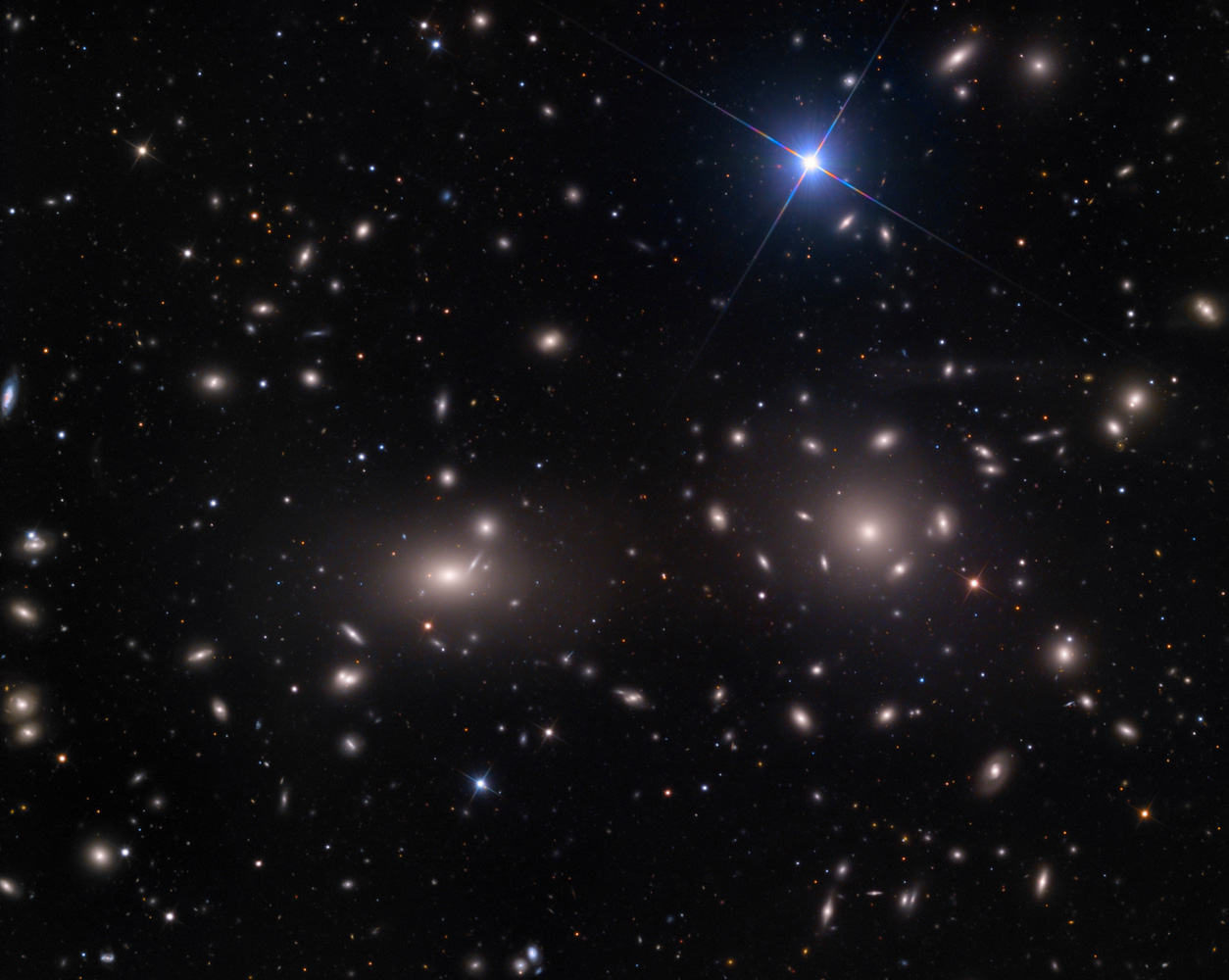
Image en champ profond de l'amas de galaxies de la Chevelure de Bérénice. NGC 4889 est la galaxie lumineuse à gauche. La galaxie à droite est NGC 4874.

Le superamas de la Chevelure de Bérénice (ou superamas de Coma), lui-même inclus dans le filament de la Chevelure de Bérénice, contient l'amas de galaxies de la Chevelure de Bérénice (ou amas de Coma) et l'amas du Lion. L'amas de la Chevelure de Bérénice (Abell 1656) est distant de 230 à 300 millions d'années-lumière. C'est l'un des amas de galaxies les plus grands connus, contenant au moins 10 000 galaxies ; la plupart sont elliptiques, et quelques-unes sont spirales. En raison de sa distance à la Terre, la plupart de ses galaxies ne sont visibles qu'avec de grands télescopes. Ses membres les plus brillants sont NGC 4874 et NGC 4889, tous deux de magnitude 13 ; la plupart des autres membres de l'amas sont de magnitude 15 ou plus faible. NGC 4889 est une galaxie elliptique géante, qui possède l'un des trous noirs les plus massifs connus avec 21 milliards de masses solaires, et NGC 4921 est l'une des galaxies spirales les plus brillantes de l'amas.
En observant l'amas de Coma, l'astronome Fritz Zwicky émit l'hypothèse de l’existence de la matière noire pour la première fois durant les années 1930. La galaxie massive Dragonfly 44 découverte en 2015 se révéla être presque entièrement constituée de matière noire. Sa masse est très similaire à celle de la Voie lactée, mais elle émet à peine 1 % de sa lumière. NGC 4676, parfois appelée la galaxie des Souris, est une paire de galaxies en interaction localisée à 300 millions d'années-lumière de la Terre. Ses galaxies progénitrices étaient spirales, et les astronomes estiment qu'elles  sont passées au plus près l'une de l'autre il y a environ 160 millions d'années. Cette approche déclencha la formation d'étoiles dans de vastes régions des deux galaxies, avec de longues « queues » de poussière, d'étoiles et de gaz. Les deux galaxies devraient interagir significativement au moins une fois de plus avant qu'elles ne fusionnent en une probable galaxie elliptique, plus grande.

#### Amas de la Vierge

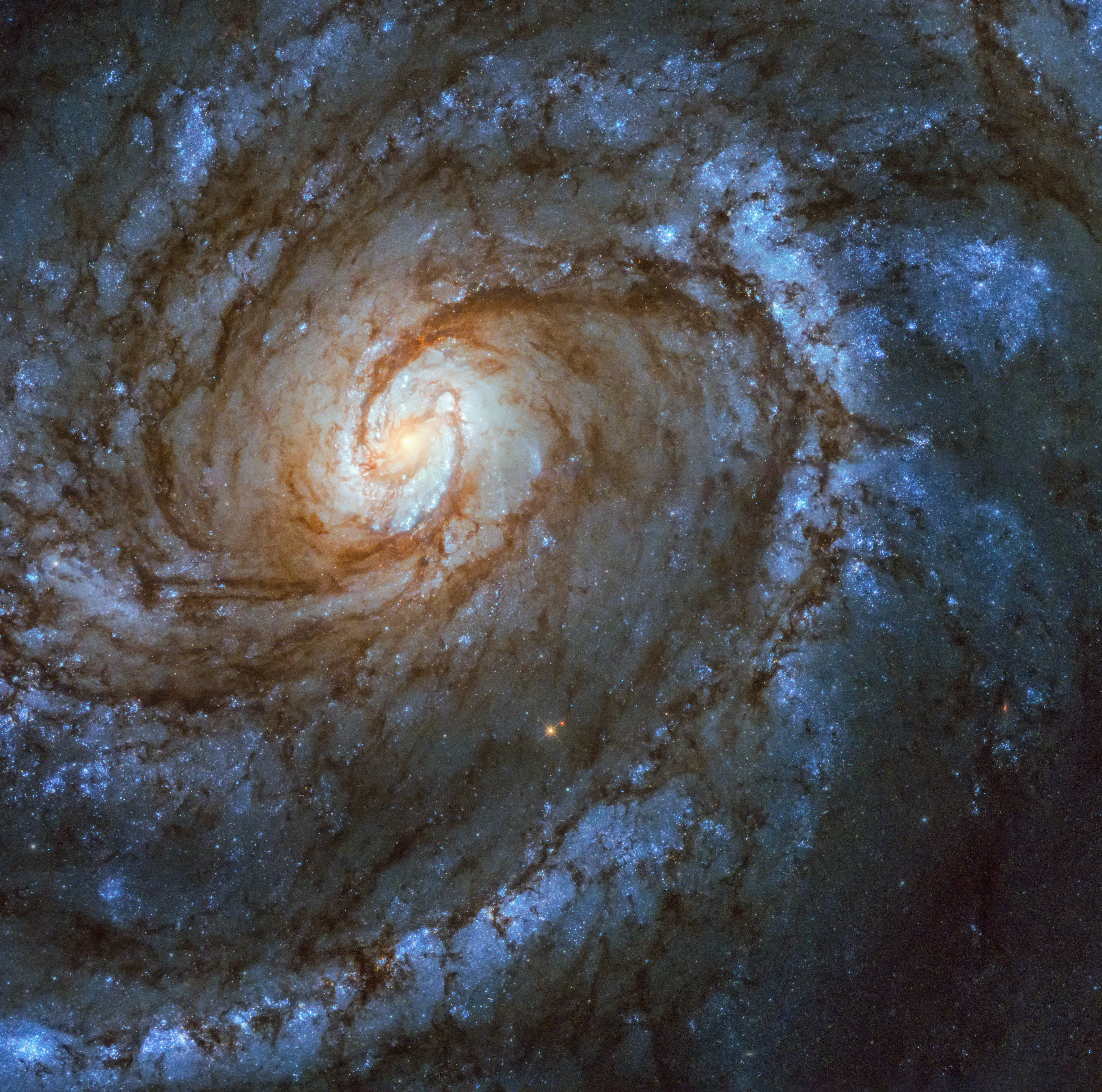
M100 capturée par la caméra à large champ de Hubble (WFC 3).

La Chevelure de Bérénice héberge la partie nord de l'amas de la Vierge (également appelé, pour cette raison, l'amas Coma–Virgo), distant d'environ 60 millions années-lumière. Cela inclut six galaxies de Messier. M85 (NGC 4382), considérée comme elliptique ou lenticulaire, est l'un des membres les plus brillants de l'amas avec sa magnitude de 9. M85 interagit avec la galaxie spirale NGC 4394 et la galaxie elliptique MCG-3-32-38. M88 (NGC 4501) est une galaxie spirale composée de plusieurs bras vue de côté selon un angle d'environ 30°. Elle possède une forme très régulière avec des bras spiraux bien développés et symétriques. Elle figure parmi les premières galaxies reconnues en tant que spirales et elle possède un trou noir supermassif en son centre. M91 (NGC 4548), une galaxie spirale barrée ayant un noyau brillant et diffus, est l'objet le plus faible du catalogue Messier avec une magnitude de +10.2. M98 (NGC 4192) est une galaxie spirale brillante, allongée, et presque vue par la tranche, qui apparaît elliptique en raison de cet angle inhabituel. La galaxie de magnitude 10 n'est pas affectée par le redshift. M99 (NGC 4254) est une galaxie spirale vue de face. Comme M98, elle est de magnitude 10 mais elle est asymétrique et possède un bras inhabituellement long dans sa partie ouest. M100 (NGC 4321), une galaxie spirale de magnitude 9 vue de face, est l'une des plus brillantes de l'amas. Les photographies lui révèlent un noyau brillant, deux bras spiraux proéminents, un ensemble de bras secondaires et plusieurs bandes de poussière.

#### Autres galaxies

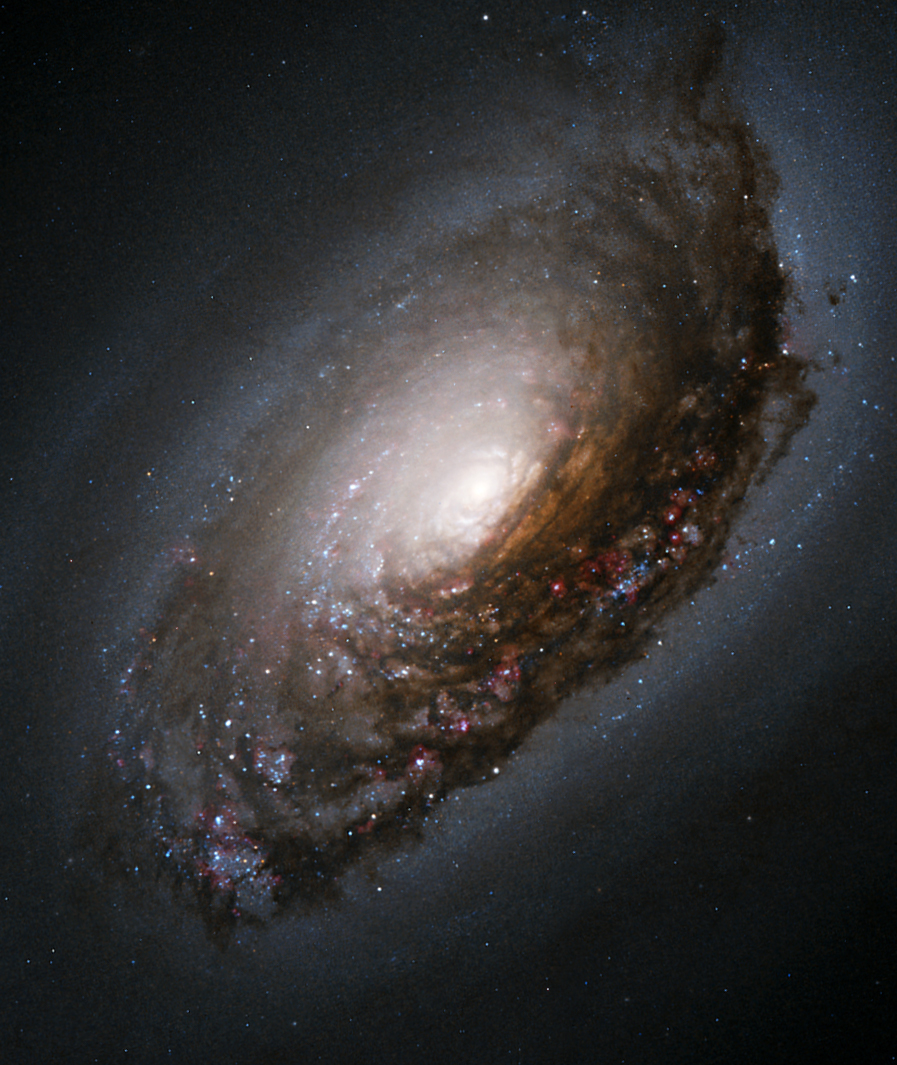
Image de M64 (la galaxie de l'Œil noir) prise par Hubble.

M64 (NGC 4826) est appelée la galaxie de l'Œil noir, en raison de son immense nuage interstellaire sombre qui domine à l'avant du noyau brillant de la galaxie. Également connue comme la galaxie de l'Œil poché ou la Beauté endormie, elle est distante d'environ 24 millions d'années-lumière. Des études récentes ont montré que le gaz interstellaire des régions externes de la galaxie tourne dans la direction opposée par rapport au gaz des régions internes, ce qui conduit aux astronomes à penser qu'au moins une galaxie satellite est entrée en collision avec M64 il y a moins d'un milliard d'années. Mais depuis, tout autre indice de la présence de ce petit satellite a disparu. À l'interface entre les régions qui tournent dans le sens horaire et les régions qui tournent dans le sens anti-horaire, il y a de nombreuses nébuleuses et de nombreuses jeunes étoiles.
NGC 4314 est une galaxie spirale barrée vue de face distante de 40 millions d'années-lumière. Elle est unique en raison de sa région de formation stellaire intense, qui a créé un anneau tout autour de son noyau et qui a été découvert par le télescope spatial Hubble. Cette prodigieuse formation d'étoiles dans la galaxie aurait débuté il y a 5 millions d'années, dans une région ayant un diamètre de 1 000 années-lumière. La structure de son bulbe est également unique parce que la galaxie possède des bras spiraux qui nourrissent la barre en gaz.
NGC 4414 est une galaxie spirale régulière cotonneuse distante d'environ 62 millions d'années-lumière. C'est l'une des galaxies cotonneuses les plus proches de nous.
NGC 4565 est une galaxie spirale vue par la tranche qui apparaît surimposée à l'amas de la Vierge. Elle a reçu le surnom de galaxie de l'Aiguille car quand elle est vue en entier, elle apparaît comme un bâton étroit de lumière. Tout comme de nombreuses galaxies vues par la tranche, elle est caractérisée par une importante bande de poussières qui cache quelque peu son bulbe central.
NGC 4651, qui fait environ la moitié de la taille de la Voie lactée, possède des courants d'étoiles gravitationnellement arrachés à une galaxie satellite plus petite, désormais disparue. Elle est localisée à environ 62 millions d'années-lumière.
La galaxie spirale Malin 1, découverte en 1986, est la première galaxie à faible brillance de surface géante connue. Avec UGC 1382, c'est l'une des galaxies à faible brillance de surface les plus grandes connues.
En 2006, une galaxie naine, la galaxie naine de la Chevelure de Bérénice, a été découverte dans la constellation. C'est un faible satellite de la Voie lactée, qui est situé à environ 144 000 années-lumière du Soleil.

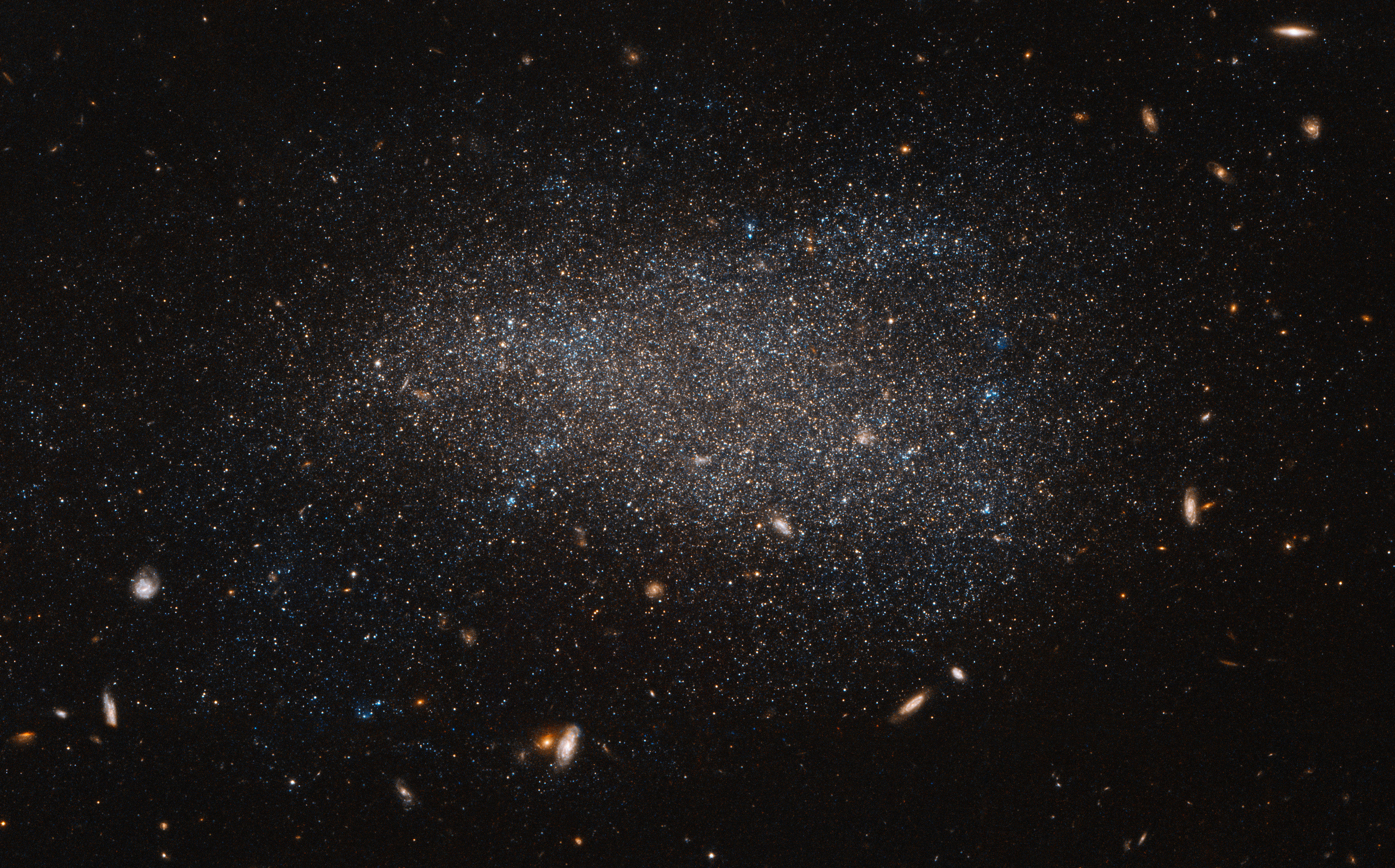
La galaxie naine irrégulière NGC 4789A[93].
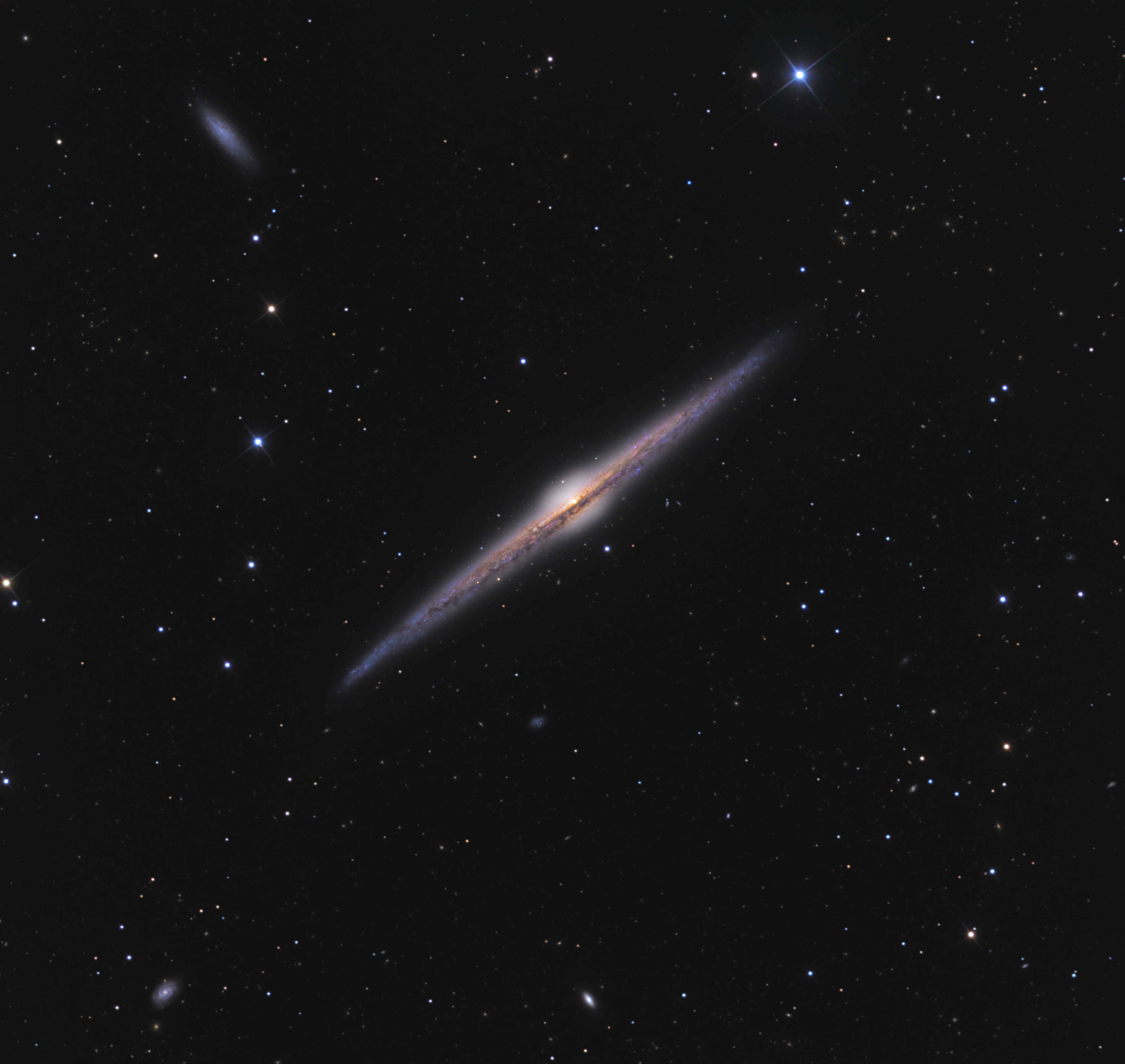
NGC 4565, la galaxie de l'Aiguille.
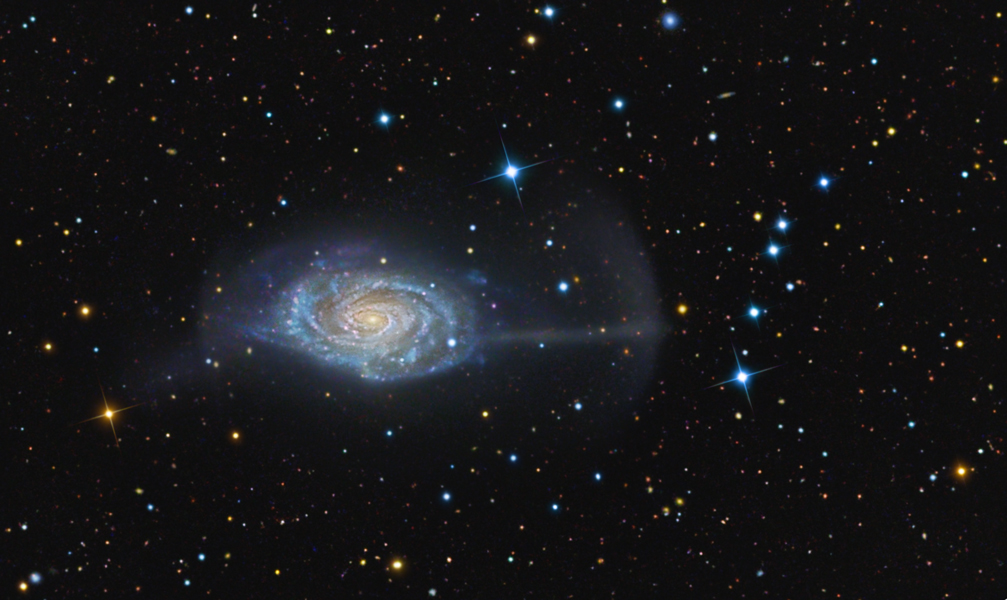
NGC 4651, et ses courants d'étoiles qui lui donnent une forme de parapluie.

### Quasars
HS 1216+5032 est une paire de quasars lumineuse et affectée par une lentille gravitationnelle. W Comae Berenices (ou ON 231), un blazar localisé dans le nord-ouest de la constellation, fut à l'origine pris pour une étoile variable, avant que l'on ne se rende compte qu'il s'agit en fait d'un objet BL Lacertae. En 2009, il avait le spectre de rayons gamma le plus intense parmi les trente-six blazars connus dans le domaine des rayons gamma.

### Sursauts gamma

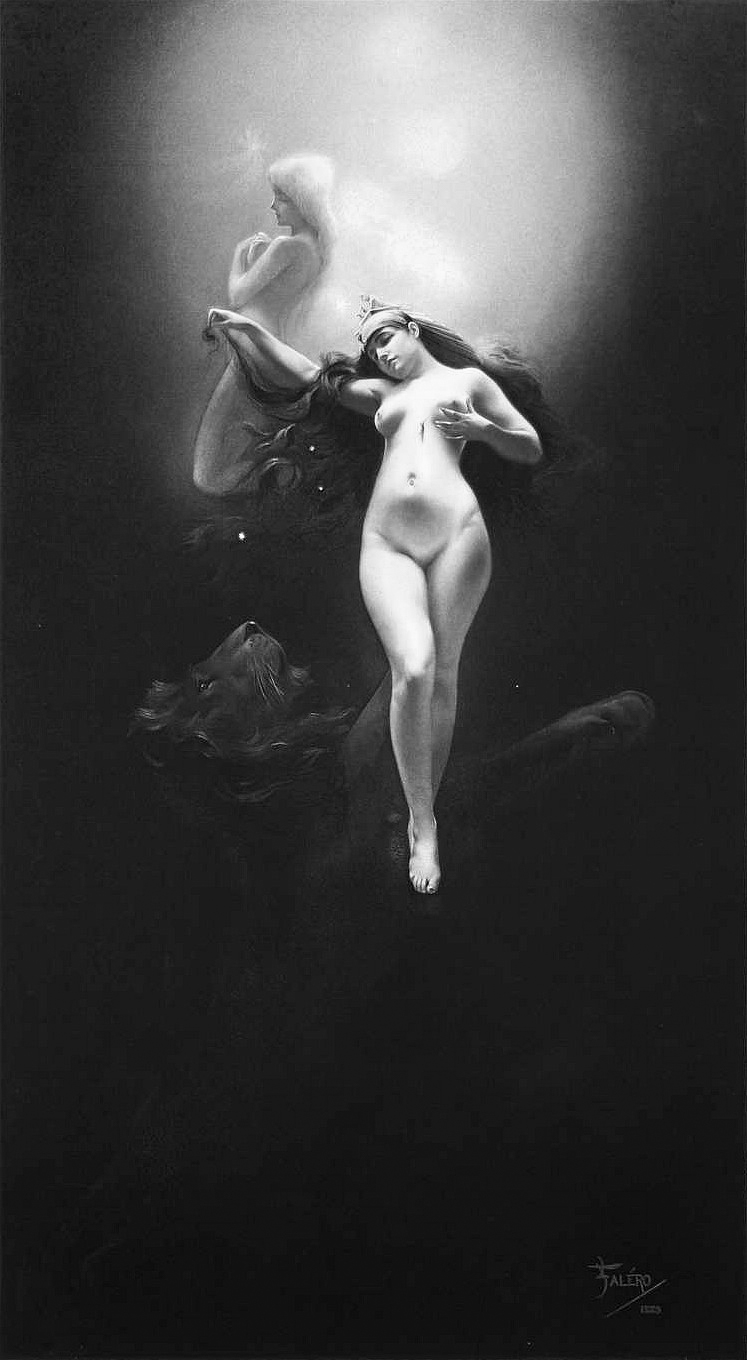
La Chevelure de Bérénice par Luis Ricardo Falero (1886).

Plusieurs sursauts gamma ont eu lieu dans la Chevelure de Bérénice, particulièrement GRB 050509B le 9 mai 2005 et GRB 080607 le 7 juin 2008. GRB 050509B, qui dura seulement 0,03 seconde, devint le premier sursaut gamma court avec une rémanence détectée.

## Pluie de météores
La pluie de météores des Coma bérénicides culmine autour du 16 décembre. Malgré sa faible intensité (avec une moyenne de trois météores par heure) ses météores sont parmi les plus rapides, avec une vitesse allant jusqu'à 65 km/s.

## Dans la culture et la toponymie
Depuis le poème de Callimaque, la Chevelure de Bérénice a également été représentée ou mentionnée en dehors de l'astronomie. 
En 1886, l’artiste espagnol Luis Ricardo Falero créée une gravure en manière noire personnifiant la Chevelure de Bérénice aux côtés du Lion et de la Vierge. 
En 1892, le poète russe Afanassi Fet fait de la constellation le sujet d'un de ses poèmes courts, composé pour la comtesse Natalya Sollogub. 
Le poète suédois Gunnar Ekelöf écrit dans un poème de 1933 les lignes « Votre amie la comète peigna ses cheveux avec les Léonides / Bérénice laissa sa chevelure pendre du ciel »,. 
L'écrivain américain et chanteur folk Richard Fariña mentionne la Chevelure de Bérénice dans sa nouvelle de 1966 L'avenir n'est plus ce qu'il était, écrivant d'une manière très sarcastique sur le contenu typique des cours d’astronomie dans l'enseignement supérieur à l'université Cornell : « Ce sont les cours plus poussés qui vous posent problème. Les principes de la relativité, les nébuleuses spirales dans la Chevelure de Bérénice, ce genre d'emmerdes, ». 
Francisco Guerrero, un compositeur espagnol du XXe siècle, compose une œuvre orchestrale sur la constellation en 1996. 
En 1999, l'artiste irlandaise Alice Maher (en) créée une série de quatre dessins surdimensionnés, nommés Coma Berenices, de bobines de cheveux noirs enlacés.
Par ailleurs, une résurgence située en Papouasie-Nouvelle-Guinée, sur l'île de Nouvelle-Bretagne, est dénommée Chevelure de Bérénice par analogie entre l'esthétique de sa cascade et une chevelure[réf. souhaitée].